# St. Maria und St. Cyriakus (Groß Twülpstedt)

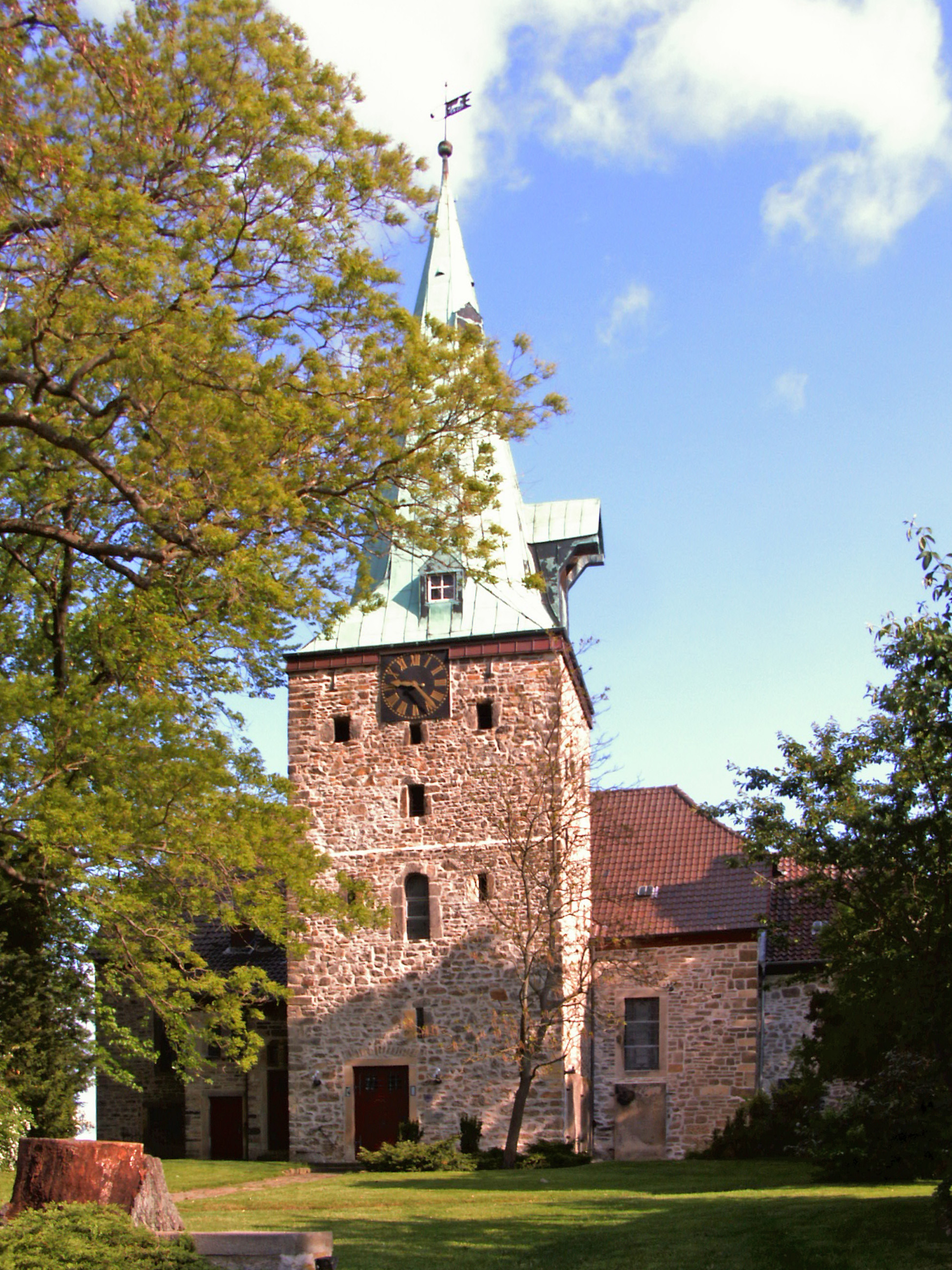
St. Maria und St. Cyriakus

Die evangelisch-lutherische Kirche St. Maria und St. Cyriakus  steht in Groß Twülpstedt, einer Gemeinde im Landkreis Helmstedt in Niedersachsen. Die Kirchengemeinde gehört zur Propstei Vorsfelde der Evangelisch-lutherischen Landeskirche in Braunschweig.

## Beschreibung
Die spätgotische Saalkirche aus Bruchsteinen wurde Ende des 15. Jahrhunderts gebaut. Sie hat einen eingezogenen quadratischen Chor, der nach Osten mit einer Apsis abgeschlossen war. Der alte querrechteckige Kirchturm im Westen wurde 1611 bis auf die Höhe des Langhauses abgetragen. Im Süden des Langhauses wurde ein Anbau für das mit einem Kreuzrippengewölbe überspannte Vestibül errichtet, auf dem der neue Kirchturm aufgesetzt wurde, der wegen seiner Schießscharten einem Wehrturm gleicht. In ihm hängt eine Kirchenglocke von 1418. An der Nordseite des Langhauses wurde 1682 eine Gruft für Hermann Conring errichtet, die mit einem Tonnengewölbe überspannt ist. Ein Teil der Nordwand, die gesamte Westwand und Teile der Südwand wurden 1769 neu aufgemauert. Das Langhaus wurde auf der Gründung des ursprünglichen Kirchturms 1912 nach Westen erweitert. Im Zuge der Neugestaltung erhielt der Chor eine neuromanische Apsis. Das Langhaus ist mit einem Krüppelwalmdach bedeckt. Der Innenraum besteht aus einem schmalen und zwei breiten Jochen, die mit Kreuzrippengewölben überspannt sind, deren Gurtbögen auf den mit Konsolen abgeschlossenen wandständigen Pfeilern ruhen. Auf der Empore an der westlichen Seite steht die Orgel. Bei der Renovierung 1981–83 wurde u. a. die spätgotische Rankenmalerei restauriert.

## Steinplatte mit Scheibenkreuzmotiv
Bei Ausschachtungsarbeiten 1912 fand man in 1 bis 1½ m Tiefe, neben der Kirchwand liegend und von Bauschutt verdeckt, eine Steinplatte mit Scheibenkreuzmotiv. Die Platte besteht aus einem quarzitischen Sandstein, wie er etwa als Velpker Sandstein in den 4 km entfernt liegenden, zwischen Velpke und Danndorf befindlichen Steinbrüchen abgebaut wurde. Die Steinplatte besitzt eine Länge von 2,09 m, eine Breite von 88 cm beziehungsweise, je nach dem betrachteten Ende, 81 cm. In der Mitte ist sie, durch die leicht ausgebauchten Längsseiten, 92 cm breit und hat eine Stärke von 33 cm. Die Bildseite zeigt sich, als ursprünglich liegende Schichtfläche, glatt, die Oberfläche ist aber, durch die Lagerung an der Schichtfuge, rötlich oxidiert. Die ursprüngliche Farbe des Sandsteines befand sich in einer grauweißen Farbe, die besonders durch die Eintiefungen des Ornamentes hervortritt. Bei dem Ornament handelt es sich um ein geometrisches Linienmuster mit zwei konzentrischen Kreisen innerhalb eines rechteckigen Rahmens. Ebenso umschließt der Rahmen ein aus der Mitte des Ornamentes hervortretendes Kreuzsymbol. Die Scheibenkreuzplatte bildet ursprünglich eine Grabplatte, auch wenn sie zwischenzeitlich als Stele eines Thingplatzes betrachtet wurde. Die kulturhistorische Bedeutung ist jedoch weiterhin unsicher, eine vorsichtige Einordnung datiert die Grabplatte zwischen dem 7. und 11. Jahrhundert. Die Achsensymmetrien lassen die Platte zwischen die frühmittelalterliche karolingische und die hoch- bis spätmittelalterliche Zeit fallen. Da Grabplatten dieser Größe nur in Verbindung mit einem kirchlichen Mittelpunkt zu finden sind, wird angenommen, dass jene in Groß Twülpstedt gefundene ursprünglich von St. Ludgeri in Helmstedt stammen könnte.